# 昆明倘甸产业园区轿子山旅游开发区
昆明倘甸产业园区轿子山旅游开发区，又作倘甸两区、倘甸和轿子山两区，是中国云南省昆明市的一个县级管理区，而在行政上则定义为寻甸回族彝族自治县下辖的一个类似乡级单位，于2010年成立，2017年撤销。

## 历史
倘甸两区地域辽阔，山高谷深，人口众多，属中国14个集中连片特殊困难地区中的乌蒙-凉山片区，是昆明市集中连片的深度贫闲地区和云南省扶贫攻坚的重点、难点地区，是禄劝县、寻甸县、东川区交界的边缘地带，也是昆明市、曲靖市、楚雄州交界的边缘地带。为了解决贫困问题，2010年8月17日，昆明市成立倘甸产业园区轿子山旅游开发区党工委和管委会，并实行党政合一，经济社会发展合一的实体化管理模式，整建制地托管禄劝县、寻甸县、东川区的9个乡镇。9月4日，倘甸产业园区轿子山旅游开发区管委会在禄劝县转龙镇举行成立挂牌仪式。2017年，昆明市撤销倘甸产业园区与轿子山旅游开发区管委会。

## 地理经济
倘甸两区地处滇中北部，东边与东川区相邻，南边与寻甸县相邻，西边与禄劝县相邻，北边隔金沙江与四川会东县相邻，距昆明120公里，是昆明北部地理中心。国土面积1837.5平方公里，其中山区面积占99%，坝区面积仅占1%。2010年，总人口为22.03万人，其中农业人口21.26万人，非农业人口0.77万人，有彝族、回族、壮族、白族等少数民族，占总人口的17％。区内地形地貌复杂多样，有高山峭壁、湿热河谷、连绵丘陵、平坦坝子。海拔差较大，垂直气候明显，海拔最高处为舍块乡九龙村雪火岭，高度为4344.4米；海拔最低处为舍块乡茂麓村狮窝子，高度为725米。主要气候类型为高原季风气候，干湿季明显，年平均气温14.5℃、降水量1045毫米、日照2018小时。
倘甸两区内有着丰富的矿产、能源、生物资源。磷储量15.8亿吨、铁储量1.02亿吨、铅储量1000万吨、钛储量250万吨、铜储量40万吨、石灰岩储量11.4亿吨、石英砂储量0.7亿吨，其他矿产储量6900万吨。区内河流众多，水量充沛，水能理论蕴藏量达到65万千瓦时，已开发和正在开发的水电装机容量为65万千瓦时。风能、太阳能资源丰富，初步勘测风能理论蕴藏量为50万千瓦时。全区森林覆盖率为57.9％，生物种类丰富多样，野生中药材有1000余种，主要农特产品有烤烟、松茸、松子、白芸豆、马铃薯、油菜、香蕉、甘蔗、商品猪、黑山羊、黄牛等。
2010年，倘甸两区地区产业增加值为90720万元人民币，工业增加值为12056万元人民币，农林、牧渔业增加值为53320万元人民币，全社会固定资产投资为38019万元人民币，地方财政一般预算收入为5075万元人民币，农民年人均纯收入为1680元人民币。

## 行政区划
倘甸两区僅下辖一个社区：虚拟社区，实际管辖九个乡镇：东川区红土地镇、舍块乡，禄劝彝族苗族自治县转龙镇、雪山乡、乌蒙乡，寻甸回族彝族自治县倘甸镇、凤合镇、联合乡、金源乡。
| 统计用区划代码 | 名称     | 隶属区划           |
| -------------- | -------- | ------------------ |
| 530113106000   | 红土地镇 | 东川区             |
| 530113201000   | 舍块乡   | 东川区             |
| 530128103000   | 转龙镇   | 禄劝彝族苗族自治县 |
| 530128213000   | 雪山乡   | 禄劝彝族苗族自治县 |
| 530128212000   | 乌蒙乡   | 禄劝彝族苗族自治县 |
| 530129105000   | 倘甸镇   | 寻甸回族彝族自治县 |
| 530129111000   | 凤合镇   | 寻甸回族彝族自治县 |
| 530129208000   | 联合乡   | 寻甸回族彝族自治县 |
| 530129209000   | 金源乡   | 寻甸回族彝族自治县 |